# Украинские свадебные обряды
Украинская свадьба (укр. українське весілля) — традиционный обрядовый элемент культуры украинского народа.
Украинский свадебный обряд формировался прежде всего в недрах весенне-летней обрядности. Свадьба в обрядности и песнях представлялась экзогамическим (внеплеменным) браком, нередко оставаясь эндогамическим (внутреплеменным) по обоюдному согласию сторон, отчего инсценировались, обыгрывались темы похищения невесты.

## Этапы свадебного обряда
Традиционный украинский свадебный обряд условно можно разделить на три цикла: предсвадебный, свадебный и послесвадебный, каждый из которых распадается на ряд сцен.
Первым этапом украинской свадьбы является сватовство (укр. сватання, зговорини, змовини, змовши, запошы). Решивший оженить сына отец приглашает двух своих хороших приятелей быть старостами. Вместе они совещаются о кандидатке в невесты, если сын сам никого не имеет на примете. Родители приглашают ещё двух соседей и благословляют сына иконой. Мать занимает ржаной хлеб у соседей, с которым, согласно поверью, сватам не откажут. В дом предполагаемой невесты входят только старосты, жених остаётся под окнами. Старосты обращаются к хозяину дома иносказательно — спрашивают, не забегала ли в дом лиса, и можно ли её поискать. Затем переходят к деловому разговору, спрашивают о роде жениха, не приходятся ли молодые друг другу родственниками, что строго возбранялось для вступления в брак. Когда отец вызывает дочь сказать своё слово, она становится у печи и «колупает камин», отвечает уклончиво, проявляя послушание воли родителя. Он же просит день-два на раздумье. Старосты оставляют хлеб и уходят.
Не редко отец девушки просит пригласить в хату жениха, чтобы поглядеть, каков он из себя. Если девушка на его поклон подаст руку — это указывает на её благосклонность, а если она лишь поклонится и выйдет — это значит отказ. Если молодые согласны на брак, то получают благословение от родителей, кладут три земных поклона, целуют руки родителей и принесённый хлеб. Невеста перевязывает руку жениха и старост через плечо, кладёт на деревянную тарелку рушник, куда жених и гости должны бросить монеты в благодарность за подарок. Отрицательным знаком также было поднесение сватам тыквы (гарбуза), отказ девушки поднести жениху чарку, возвращение ею лично хлеба в дом жениха. В преданиях, свадебных песнях украинцев сохранились отголоски обычая сватовства девушки к парню, встречавшиеся также у южных славян.
Второй этап сватовства — обручение (укр. заручины, полюбини, хмовини, большие запоины), куда жених с невестой приглашают ближайших родственников. Отказ невесты после данного этапа считался грубым оскорблением, который следовало оплатить. По завершении сватовства молодых называли женихом (укр. молодий, молодець, князь) и невестой (укр. молода, молодая, княгiня).
На рубеже XIX—XX веков имел место розглядыни (печоглядини), когда на следующий день родители невесты с родственниками несли хлеб в дом жениха, чтобы посмотреть материальное хозяйство его дома. В 1920—1930-е годы этот элемент свадебного обряда выпал из общего склада предсвадебных действий. За праздничным столом договариваются о времени венчания и свадьбы. Праздник по приглашению отца невесты переходит в его дом, где оканчивается сватовство.
На «дивичь-вечир» невеста и девушки поют песни-причеты («жалибны», «молодячи», а также «сиротские») о закончившемся девичестве, о жизни «на чужой сторонке». Дня за три до свадьбы невеста приглашает дружек и молодых женщин печь каравай, шишки, лежни и калачи. Прощальные встречи невесты с подружками, которые коллективно помогали приготовить приданое, называется «хадзiць на вэнкi». Процесс готовки сопровождается песнями. Затем невесту сажают на кожух, расплетают косу и надевают цветочный венок на голову. Наряжали конфетами, орехами и пряниками обрядовое деревце гильце (также вільце́, вильце́).
Перед днём венчания жених ищет себе боярина, а невеста — дружку. После венчания отмечают в доме жениха, где со стороны невесты присутствует только дружка. Вечером жених провожает невесту домой и до свадьбы остаётся ночевать.
Свадьба (укр. весілля) начинается со свадебным поездом жениха в дом невесты. Путь ему у ворот преграждают дружки, требующие выкуп за невесту. Когда все испытания женихом пройдены, молодых сажают рядом и проводят обряд «покрывания».
На стол ставится каравай — символ земли, поля, хлебопашества, в который втыкают сосновую ветку, и кладётся сабля — символ обороны земли.